# Familiar

"The Love Potion" por Evelyn de Morgan: uma bruxa com um gato preto familiar a seus pés.

Na superstição britânica da Idade Moderna, um espírito familiar, imp ou familiar (do inglês da idade média, familiar - relacionado à família) é um espírito geralmente com forma de animal que serve para bruxaria, um demônio ou outras matérias relacionadas à magia. Familiars foram imaginados para servir seus donos como servos domésticos, ajudantes, espiões e companhias, em adição à tarefa de usar bruxaria em inimigos. Estes espíritos também foram fontes de inspiração para artistas e escritores (veja Musas).
Familiares são considerados uma característica identificável da Idade Moderna da bruxaria britânica e serve como uma característica que nasceu a partir das bruxarias do Novo Mundo.